# Schoenoplectus lacustris
La lisca lacustre (Schoenoplectus lacustris (L.) Palla, 1888) è una pianta semi-acquatica appartenente alla famiglia delle Ciperacee.

## Descrizione

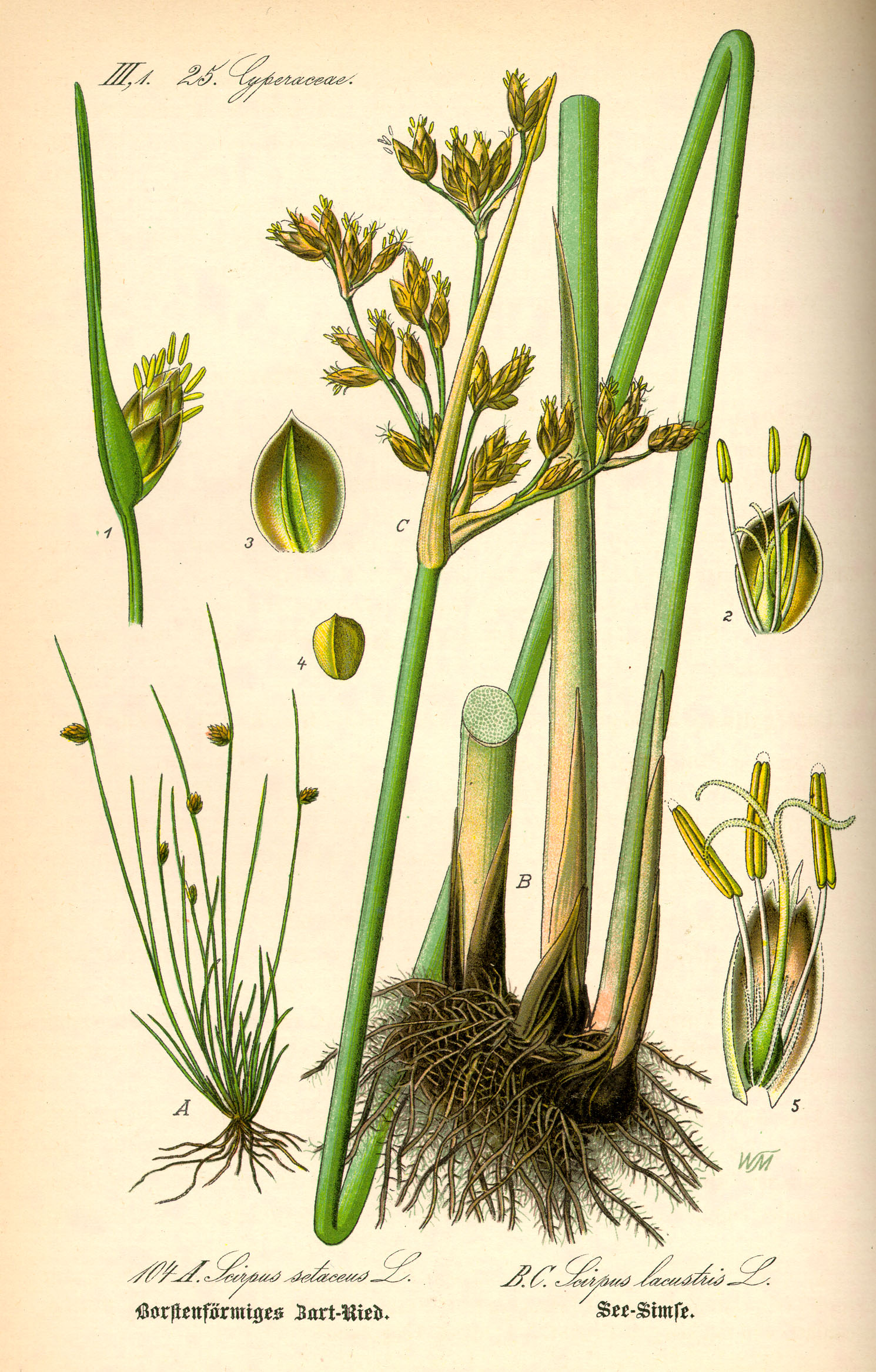
S. lacustris (a destra)

È una specie elofita con base e gemme perennanti sommerse, ma con fusto e foglie aeree.
Presenta un grosso rizoma perenne, con radici striscianti, ramificate in una fitta rete che contribuisce al consolidamento del suolo.
I fusti sono eretti, di colore verde scuro, alti fino a 3 m. Hanno sezione cilindrica e sono ripieni di un midollo spugnoso.
Le foglie sono brevi, lineari, a guaina.
I fiori sono ermafroditi e si presentano riuniti in una infiorescenza a capolino terminale, costituita da piccole spighe rosso-brunastre. Fiorisce da giugno ad agosto. L'impollinazione è anemocora.

## Distribuzione e habitat
La specie è presente in Europa, Asia e Africa.
In Italia è comune, presente in tutta la penisola e nelle isole.
Cresce sulle rive di fiumi, laghi e stagni, nelle paludi, sugli argini di canali e fossi.

## Usi
In passato i fusti di questa pianta venivano utilizzati per farne corde (questo è il significato della parola greca  schoenus) e stuoie.